# Janko Predan
Janko Predan, slovenski politik, poslanec, zdravnik in psihiater, * 16. julij 1942.

## Življenjepis
Leta 1992 je bil izvoljen v 1. državni zbor Republike Slovenije; v tem mandatu je bil član naslednjih delovnih teles:
- Preiskovalna komisija o raziskovanju povojnih množičnih pobojev, pravno dvomljivih procesov in drugih tovrstnih nepravilnosti (podpredsednik),
- Komisija za lokalno samoupravo,
- Mandatno-imunitetna komisija,
- Odbor za obrambo,
- Odbor za notranjo politiko in pravosodje (do 22. junija 1995) in
- Odbor za zdravstvo, delo, družino in socialno politiko.